# Biserica armeano-gregoriană „Sfânta Treime” din Botoșani
Biserica armeano-gregoriană „Sfânta Treime” din Botoșani, situată pe strada Armeană nr. 15, în cartierul Miorița, a fost ridicată în anul 1795 cu ajutorul comunității armene din Botoșani. Turnul de clopotniță a fost finalizat în anul 1816. Aceasta se află pe lista monumentelor istorice din România. În lista monumentelor istorice a fost inclus și Ansamblul bisericii armenești „Sf. Treime” cu Codul LMI  BT-II-a-B-01859 (RAN: 35740.22). Turnul clopotniță este inclus în lista monumentelor istorice cu codul LMI  BT-II-m-B-01859.02 (RAN: 35740.22.03).
Una dintre cele mai vechi biserici armenești din România, Biserica „Sfânta Treime” din municipiul Botoșani, care datează de la sfârșitul anilor 1700, are nevoie urgentă de fonduri guvernamentale pentru a evita prăbușirea ei. În această listă este inclus și Zidul de incintă cu codul LMI BT-II-m-B-01859.03 (RAN: 35740.22.04).
Administratorul proprietăților Comunității armenești din Botoșani a declarat că membrii comunității nu pot susține financiar consolidarea lăcașului de cult, iar, fără sprijin din partea autorităților statului, monumentul istoric se poate demola. Biserica „Sfânta Treime” din Botoșani, care se află pe lista monumentelor istorice, se află „în colaps”, necesitând intervenții în regim de urgență. Comunitatea armeană dorește ca această biserică să intre în Programul Național de Reabilitare.

## Galerie

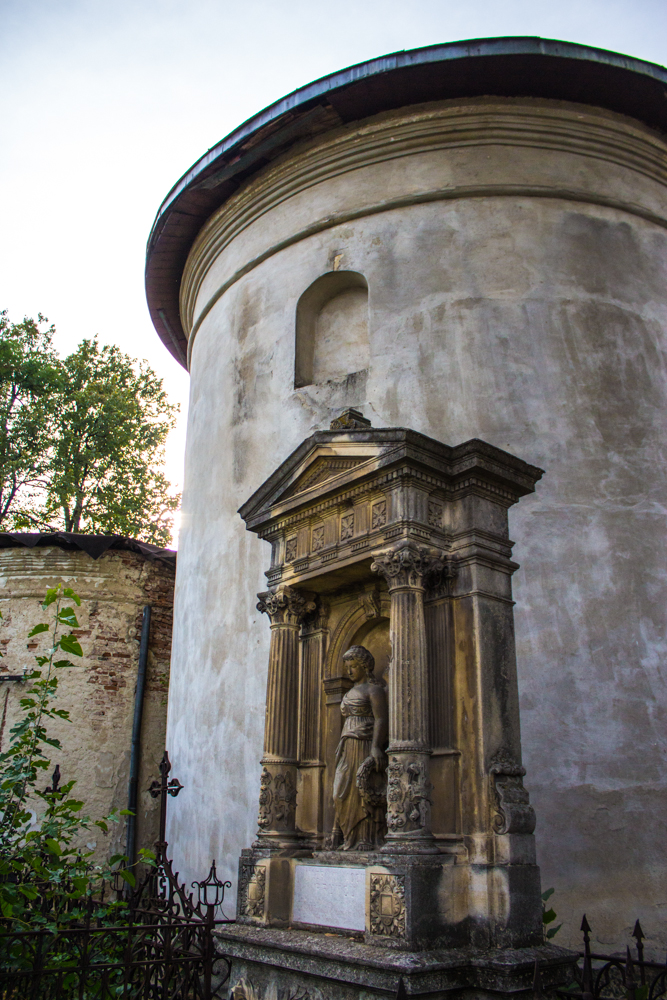
Absida semicirculară a altarului și monument funerar
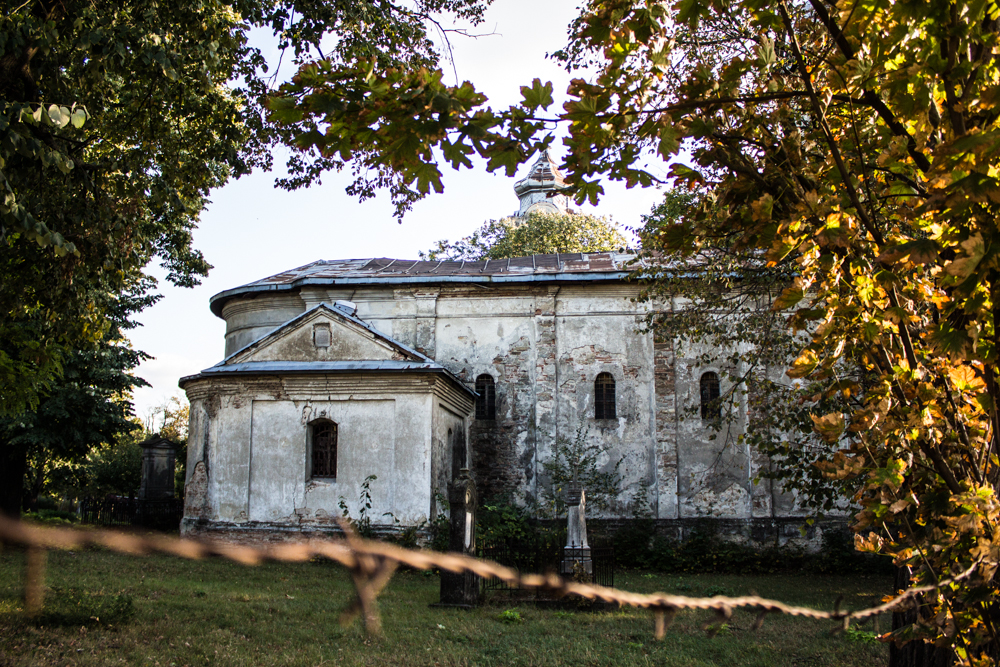
Fațada dinspre sud
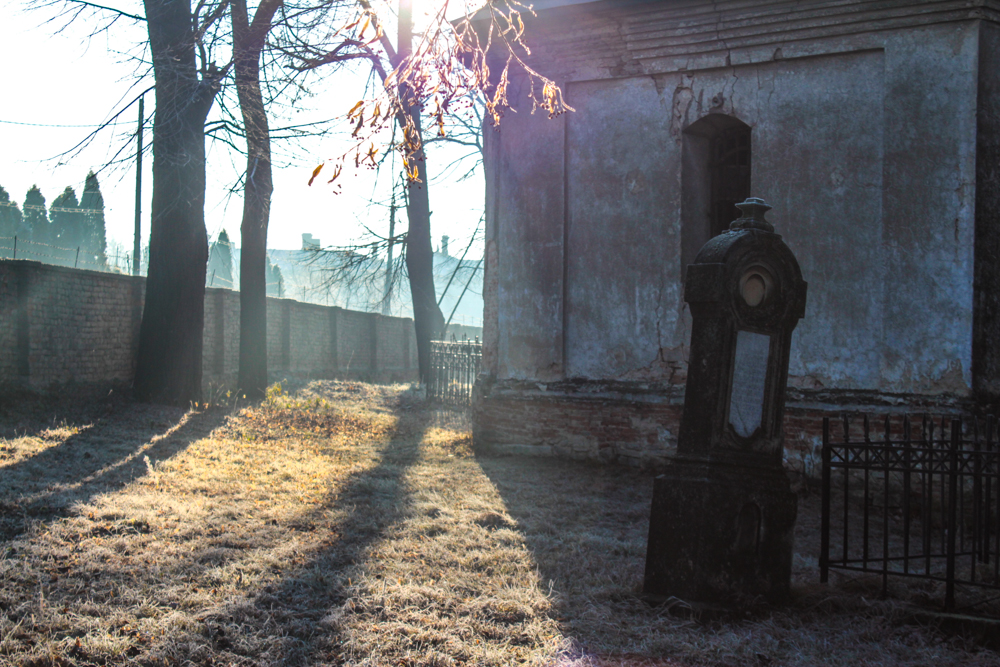
Biserica armeano-gregoriană Sf. Treime